# Brachymyrmex santschii
Brachymyrmex santschii är en myrart som beskrevs av Menozzi 1927. Brachymyrmex santschii ingår i släktet Brachymyrmex och familjen myror. Inga underarter finns listade.